# Giuseppe Avanzi
Giuseppe Avanzi (Ferrara, 30 agosto 1645 – Ferrara, 29 maggio 1718) è stato un pittore italiano.

## Biografia
Si formò alla bottega di Francesco Costanzo Catanio, dove «apprese dell'arte il modo di far presto, non molto curante di far bene» e, alla morte di quest'ultimo, continuò da solo, esercitandosi a copiare dai grandi artisti del passato. Acquisì in questo modo un grande spirito di osservazione e una grande velocità di esecuzione, tanto che in pochi anni riempì delle sue opere un gran numero di chiese e palazzi ferraresi.
A 26 anni esordì con una Santa Maria Maddalena de’ Pazzi per la Chiesa di San Paolo, opera oggi andata perduta. Del 1674 è invece un'opera giunta fino a noi, l'affresco raffigurante La Vergine in Gloria con i santi Maurelio e Carlo Borromeo nella Chiesa di San Carlo, in cui sono evidenti i richiami stilistici a Carlo Bononi.
Altra opera che a lungo è stata ritenuta perduta è il Risanamento di uno storpio ad opera di San Pietro. Realizzata originariamente per la Confraternita di San Lorenzo, nel 1809, dopo la soppressione di questo ordine, fu acquistata dal parroco di Sabbioncello S. Pietro (frazione di Copparo) per la chiesa dedicata appunto a San Pietro e fu fatta collocare al centro del soffitto, dove rimase misconosciuta fino al 1999, anno in cui venne staccata e sottoposta ad un attento restauro e si poté leggere la firma in basso a sinistra.
Per la Confraternita di San Lorenzo, Avanzi eseguì anche altre opere, sia ad affresco che a olio su tela, tra cui la pala d'altare Martirio di San Lorenzo, oggi finito nella Chiesa di Santo Stefano.
Ai biografi del XVIII secolo piaceva considerare i pittori del secolo precedente come personaggi rissosi e attaccabrighe, sempre dediti a bere e a duellare, seguendo le orme del pittore "maledetto" per eccellenza, il Caravaggio. Le notizie raccolte in quel periodo fanno rientrare l'Avanzi in questa categoria, ma ciò non gli impedì di riempire le chiese ferraresi di quadri ed affreschi seguendo le mode del tempo, anche se con esito disuguale. Oltre a quadri e affreschi a tema religioso, Avanzi accettò committenze anche da privati appartenenti alla nobiltà ferrarese, dipingendo con grande abilità paesaggi e nature morte.
Dopo le soppressioni napoleoniche degli ordini religiosi, ma soprattutto dopo le distruzioni della seconda guerra mondiale, poche tuttavia sono le opere giunte fino a noi. La più significativa, recuperata nel settembre 2023 dopo un lungo restauro e restituita al pubblico dopo 80 anni, è l'Apparizione della Beata Vergine e San Pietro ai compagni di San Brunone, visibile nella Chiesa di San Cristoforo alla Certosa.